# Nola sijthoffi
Nola sijthoffi är en fjärilsart som beskrevs av Van Eecke 1920. Nola sijthoffi ingår i släktet Nola och familjen trågspinnare. Inga underarter finns listade i Catalogue of Life.